# Мой лучший любовник
«Мой лу́чший любо́вник» (англ. Prime, «Лучший») — американская романтическая драматическая комедия 2005 года с Умой Турман и Мерил Стрип в главных ролях.

## Сюжет
Действие комедии разворачивается в Нью-Йорке. Рафи — работающая 37-летняя женщина, живущая на Манхэттене. Она недавно развелась и еще не пришла в себя после расставания. Дэвид — не определившийся в жизни 23-летний парень с Верхнего Вест-Сайда, родители которого видят его адвокатом. Он ищет себя как художника, пишет картины, но показывает их только близким друзьям. После случайной встречи, между Рафи и Дэвидом разгорается романтическая связь. Разница в возрасте им не мешает, и они быстро находят общий язык.
Рафи делится всеми интимными секретами и переживаниями со своим психотерапевтом Лизой и совершенно не подозревает, что Лиза является матерью Дэвида. Лиза замечает, что у её клиентки значительно улучшилось психологическое состояние. Рафи охотно рассказывает подробности их связи, и Лиза вскоре догадывается, что новый партнер Рафи её сын. Лиза сильно расстроена, она консультируется с коллегой: стоит ли ей продолжать работать с Рафи, но ей предлагают сохранить их сотрудничество. Отношения любовников развиваются. Рафи всячески поощряет увлечение Дэвида живописью, считая, что у него есть талант. Пара уезжает в совместное путешествие на несколько дней. Постепенно становится ясно, что Рафи рассчитывает на дальнейшее развитие отношений, она хочет ребенка. Дэвид к подобному не готов. Лиза раскрывается Рафи, сообщая, что она мать её парня. Все это в итоге приводит к разрыву.
Некоторое время любовники не встречаются. Дэвид переживает и сильно напившись, вступает в случайную связь с коллегой по работе. Вскоре они снова встречаются. Дэвид готов к продолжению и развитию отношений, даже приглашает Рафи к себе домой и формально знакомит с родителями. Однако Рафи узнаёт об измене, и, в итоге, после еще одной попытки примириться, они окончательно разрывают отношения. Проходит один год. В концовке, Дэвид, гуляя по улице, случайно замечает в ресторане Рафи, с новыми знакомыми. Они обмениваются теплым взглядом и улыбаются друг другу. 

## В ролях
| Актёр           | Роль    |
| --------------- | ------- |
| Ума Турман      | Рафи    |
| Мерил Стрип     | Лиза    |
| Брайан Гринберг | Дэвид   |
| Джон Абрахамс   | Моррис  |
| Зак Орт         | Рэндалл |
| Энни Пэррис     | Кэтрин  |
| Обри Доллар     | Мишель  |
| Дорис Белак     | Бланш   |
| Мини Анден      | Сью     |

## Отзывы
Фильм получил смешанные оценки кинокритиков. На сайте Rotten Tomatoes у него 50 % положительных рецензий из 117. На Metacritic — 58 баллов из 100 на основе 32 отзывов.